# Sándor Nagy (istoric literar)
Sándor Nagy (n. 15 noiembrie 1877, Vác, Pesta, Ungaria – d. 29 octombrie 1963, Budapesta, Republica Populară Ungară) a fost un istoric literar maghiar.

## Biografie
A absolvit cursurile Universității din Budapesta, obținând calificarea de profesor. A lucrat până în 1926 ca profesor și director al Colegiului Reformat Kuun din Orăștie; după închiderea școlii s-a mutat în Ungaria și a fost profesor la un liceu din Budapesta.
În perioada 1907-1910 a publicat mai multe studii cu privire la viața și poezia lui Mihály Tompa în revistele literare Irodalomtörténeti Közlemények, Budapesti Szemle și Uránia. A mai publicat studii despre umorul lui Kálmán Mikszáth (ItK, 1914), despre poemul epic „János Vitéz” al lui Sándor Petőfi și despre poemul „Toldi” al lui János Arany (ItK, 1914; Urania, 1917). Studiul Gróf Kuun Géza élete és munkássága a fost publicat de o editură independentă (Orăștie, 1920).
A scris o carte despre Mór Jókai cu prilejul centenarului de la nașterea acestuia în 1925, rezumând viața și activitatea creativă a scriitorului maghiar (Jókai. Jubileumi kiadás az író születésének 100. évfordulója alkalmából, publicată de Brassói Lapok, Brașov, 1925). Este, de asemenea, autorul studiului folcloric și de istorie literară Arany Toldija (Budapesta, 1935).